# Lulow Rock
Der Lulow Rock ist eine 1695 m hohe und markante Felsformation im westantarktischen Queen Elizabeth Land. In den Pensacola Mountains ragt er als nördlichster Felsen an der Front des Pecora Escarpment auf.
Der United States Geological Survey kartierte ihn anhand eigener Vermessungen und Luftaufnahmen der United States Navy aus den Jahren zwischen 1956 und 1966. Das Advisory Committee on Antarctic Names benannte ihn 1968 nach William F. Lulow (1935–2003), Koch auf der Plateau-Station im antarktischen Winter 1966.